# Cantó de Falaise-Sud
El cantó de Falaise-Sud és un cantó francès del departament de Calvados, situat al districte de Caen. Té 8 municipis i el cap es Falaise.

## Municipis
- Damblainville
- Eraines
- Falaise (part)
- Fresné-la-Mère
- La Hoguette
- Pertheville-Ners
- Versainville
- Villy-lez-Falaise

## Història
| Data d'elecció                           | Identitat        | Partit          | Qualitat |
| ---------------------------------------- | ---------------- | --------------- | -------- |
| 1945-19..                                | Henri Cailloué   | Divers droite   |          |
| 19..-1967                                | Edward Holman    | UNR             |          |
| 1967-1992                                | Paul German      | Divers droite   |          |
| 1992-2004                                | Claude Leteurtre | UDF             |          |
| 2004-2005                                | Denis Delasalle  | PS              |          |
| 2005-                                    | Claude Leteurtre | UDF, després NC |          |
| les dades anteriors no són pas conegudes |                  |                 |          |
|                                          |                  |                 |          |